# Leonardo da Vinci (film 1919)
Leonardo da Vinci è un cortometraggio del 1919 diretto da Giulia Cassini-Rizzotto e Mario Corsi e basato sulla vita del pittore italiano Leonardo da Vinci.